# Giải bóng đá nữ vô địch quốc gia 2021
Giải bóng đá nữ Vô địch Quốc gia 2021 (tên gọi chính thức: Giải bóng đá nữ Vô địch Quốc gia - Cúp Thái Sơn Bắc 2021) là giải đấu bóng đá lần thứ 24 của Giải bóng đá nữ vô địch quốc gia, giải đấu diễn ra thường niên do VFF tổ chức. Mùa giải chính thức khởi tranh vào ngày 13 tháng 11 năm 2021 và kết thúc vào ngày 25 tháng 11 năm 2021. Đương kim vô địch Thành phố Hồ Chí Minh I lần thứ 10 trong lịch sử giải đấu.
Mùa giải được ấn định bắt đầu vào tháng 5 nhưng bị hoãn lại do ảnh hưởng của đại dịch COVID-19. Do lịch trình của đội tuyển quốc gia bận rộn với vòng loại Cúp bóng đá nữ châu Á 2022 và bị hoãn bởi Đại hội Thể thao Đông Nam Á, nên quyết định tổ chức một giải đấu theo thể thức thi đấu vòng tròn một lượt với chỉ có 5 đội bóng tham dự.

## Các đội bóng
Giải đấu ban đầu dự kiến sẽ mở rộng lên 9 câu lạc bộ sau mùa giải 2020. Tuy nhiên sau đó, đội bóng nữ Sơn La rút lui còn các đội bóng Thành phố Hồ Chí Minh I, Hà Nội Watabe và Phong Phú Hà Nam quyết định không cho đội thứ hai tham dự.
| Đội bóng                 | Huấn luyện viên  | Đội trưởng            | Nhà tài trợ áo đấu                      |
| ------------------------ | ---------------- | --------------------- | --------------------------------------- |
| Hà Nội Watabe            | Jeong Sung-chun  | Bùi Thúy An           | Tập đoàn LS Watabe Wedding Thái Sơn Bắc |
| Thành phố Hồ Chí Minh    | Đoàn Thị Kim Chi | Huỳnh Như             | Tập đoàn LS                             |
| Phong Phú Hà Nam         | Phạm Văn Hải     | Nguyễn Thị Tuyết Dung | Phong Phú Corporation                   |
| Thái Nguyên T&T          | Đoàn Việt Triều  | Nguyễn Thị Bích Ngọc  | T&T Group                               |
| Than Khoáng Sản Việt Nam | Đoàn Minh Hải    | Dương Thị Vân         | Vinacomin                               |

### Thay đổi Huấn luyện viên
| Đội bóng      | Huấn luyện viên bị thay | Nguyên nhân       | Ngày rời đi      | Vị trí xếp hạng | Huấn luyện viên đến | Ngày tiếp nhận   |
| ------------- | ----------------------- | ----------------- | ---------------- | --------------- | ------------------- | ---------------- |
| Hà Nội Watabe | Nguyễn Anh Tuấn         | Chấp dứt hợp đồng | tháng 5 năm 2021 | Trước mùa giải  | Jeong Sung-chun     | tháng 5 năm 2021 |

## Bảng xếp hạng
| VT | Đội                       | ST | T | H | B | BT | BB | HS | Đ  |
| -- | ------------------------- | -- | - | - | - | -- | -- | -- | -- |
| 1  | Thành phố Hồ Chí Minh (C) | 4  | 4 | 0 | 0 | 10 | 2  | +8 | 12 |
| 2  | Hà Nội Watabe             | 4  | 3 | 0 | 1 | 9  | 4  | +5 | 9  |
| 3  | Than Khoáng Sản Việt Nam  | 4  | 2 | 0 | 2 | 5  | 4  | +1 | 6  |
| 4  | Thái Nguyên T&T           | 4  | 1 | 0 | 3 | 6  | 12 | −6 | 3  |
| 5  | Phong Phú Hà Nam          | 4  | 0 | 0 | 4 | 3  | 11 | −8 | 0  |

## Bảng tổng hợp kết quả thi đấu
| Nhà \ Khách              | HN1 | HC1 | PHN | TNT | TKS |
| ------------------------ | --- | --- | --- | --- | --- |
| Hà Nội Watabe            |     | –   | 4–1 | –   | 1–0 |
| Thành phố Hồ Chí Minh    | 2–0 |     | 2–1 | –   | –   |
| Phong Phú Hà Nam         | –   | –   |     | 1–3 | 0–2 |
| Thái Nguyên T&T          | 1–4 | 1–4 | –   |     | –   |
| Than Khoáng Sản Việt Nam | –   | 0–2 | –   | 3–1 |     |

## Vị trí theo vòng
| Đội ╲ Vòng               | 1             | 2 | 3 | 4 | 5 |   |
| ------------------------ | ------------- | - | - | - | - | - |
| Đội ╲ Vòng               | Hà Nội Watabe | 2 | 3 | 1 | 1 | 2 |
| Thành phố Hồ Chí Minh    | 1             | 1 | 2 | 2 | 1 |   |
| Phong Phú Hà Nam         | 4             | 4 | 5 | 5 | 5 |   |
| Thái Nguyên T&T          | 3             | 2 | 3 | 4 | 4 |   |
| Than Khoáng Sản Việt Nam | 5             | 5 | 4 | 3 | 3 |   |

## Tiến trình mùa giải
| Đội ╲ Vòng               | 1 | 2 | 3 | 4 | 5 |
| ------------------------ | - | - | - | - | - |
| Hà Nội Watabe            | W | X | W | W | L |
| Thành phố Hồ Chí Minh    | W | W | X | W | W |
| Phong Phú Hà Nam         | L | L | L | L | X |
| Thái Nguyên T&T          | X | W | L | L | L |
| Than Khoáng Sản Việt Nam | L | L | W | X | W |

## Thống kê mùa giải
Tính đến 25 tháng 11 năm 2021
| Xếp hạng | Cầu thủ          | Câu lạc bộ               | Số bàn thắng |
| -------- | ---------------- | ------------------------ | ------------ |
| 1        | Huỳnh Như        | Thành phố Hồ Chí Minh I  | 7            |
| 2        | Thái Thị Thảo    | Hà Nội Watabe            | 4            |
| 3        | Lo Thi Hoai      | Thai Nguyên T&T          | 2            |
| 3        | Ngân Thị Vạn Sự  | Hà Nội Watabe            | 2            |
| 3        | Ngọc Minh Chuyên | Thái Nguyên T&T          | 2            |
| 3        | Nguyễn Thị Vạn   | Than Khoáng Sản Việt Nam | 2            |
| 3        | Phạm Hải Yến     | Hà Nội Watabe            | 2            |
| 8        | 12 cầu thủ       | 12 cầu thủ               | 1            |

| Cầu thủ   | Đội bóng                | Đối thủ         | Tỷ số   | Ngày                 |
| --------- | ----------------------- | --------------- | ------- | -------------------- |
| Huỳnh Như | Thành phố Hồ Chí Minh I | Thái Nguyên T&T | 4–1 (A) | 22 tháng 11 năm 2021 |

### Giữ sạch lưới
| Xếp hạng | Cầu thủ            | Câu lạc bộ               | Số trận giữ sạch lưới |
| -------- | ------------------ | ------------------------ | --------------------- |
| 1        | Tran Thi Kim Thanh | Thành phố Hồ Chí Minh I  | 2                     |
| 2        | Đào Thị Kiều Oanh  | Hà Nội Watabe            | 1                     |
| 2        | Khong Thi Hang     | Than Khoáng Sản Việt Nam | 1                     |

## Tổng kết mùa giải
- Đội Vô địch: Thành phố Hồ Chí Minh
- Đội thứ Nhì: Hà Nội Watabe
- Đội thứ Ba: Than Khoáng sản Việt Nam
- Đội đoạt giải phong cách: Thái Nguyên T&T
- Cầu thủ ghi nhiều bàn thắng nhất giải: Huỳnh Như (Thành phố Hồ Chí Minh, 7 bàn)
- Thủ môn xuất sắc nhất giải: Trần Thị Kim Thanh (TP Hồ Chí Minh)
- Cầu thủ xuất sắc nhất giải: Huỳnh Như (Thành phố Hồ Chí Minh)